# Франций
Франций (на латински: Francium, символ Fr) е химичен елемент от първа група, седми период от периодичната система, притежаващ както радиоактивност, така и висока химична активност.
Съществуването на този елемент е предсказано от Менделеев, а е открит (по неговата радиоактивност) на 9 януари 1939 г. от Маргарита Перей (Marguerite Catherine Perey), студентка на Мария Кюри. Тя съобщава, че при разпадането на актиний се получава нов елемент с пореден номер 87, който притежава свойствата на алкалните елементи. Тогава обаче започва Втората световна война и чак след завършването ѝ, през 1964 г. Перей нарича открития от нея елемент в чест на своята родина – Франция.
Няма стабилен изотоп. В природата съществува в количество не по-голямо от 30 g. Самият елемент никога не е получаван, а само са открити негови следи. Най-голямото количество, което е получавано, са 1000 атома. Краткият му полуразпад пречи да бъде получен и изучен. Най-стабилният му изотоп съществува за 21,8 мин. Също така францият е радиоактивен елемент и се намира в нищожни количества в рудата на урана. Поради недостиг на информация не се изучават взаимодействията на елемента с други, а просто се записва като елемент от алкалната група и е последен от всички тях (след цезия).